# Regional Cooperation Agreement on Combating Piracy and Armed Robbery against Ships in Asia
Regional Cooperation Agreement on Combating Piracy and Armed Robbery against Ships in Asia (ReCAAP) er den første internationale aftale mellem regionale regeringer med det formål at øge transportsikkerheden for den regionale søfart. Aftalen trådte i kraft den 4. september 2006 og støttes af FN organisationen International Maritime Organization (IMO).
Aftalen udgør en rammeaftale for udformning af forpligtelser for medlemslandene med henblik på iværksættelse af initiativer, der kan medvirke til at begrænse og bekæmpe pirateri, sørøveri og væbnede overfald af skibe. Aftalen er funderet på tre fundamentale samarbejdskomponenter; informationsmæssigt samarbejde, kapacitetsopbygning og operationelt samarbejde.
Baggrunden for samarbejdet er begrundet i en uhensigtsmæssig forekomst af sørøvere og pirater i bl.a. Sydøstasien, først og fremmest koncentreret omkring Filippinerne og Det Sydkinesiske Hav samt Malaccastrædet mellem Sumatra (Indonesien) og Malayahalvøen (Singapore, Malaysia og Myanmar). Samtidig er det af stor betydning at finde løsninger på de problemer, som knytter sig til sikkerhed mod og bekæmpelse af sørøveri og piratvirksomhed i henholdsvis nationalt og internationalt farvand. Pirateri betegner overfald i internationalt farvand, mens sørøveri betegner overfald inden for nationalt territorialt farvand. Skibe kapres evt. i internationalt farvand, men føres herefter ind i nationalt territorialområde, og derfor er internationalt samarbejde nødvendigt, bl.a. for at udnytte kapacitet og ressourcer bedst muligt så pirateriet kan bekæmpes .
Iniativet til etablering af ReCAAP-aftalen blev taget i oktober 2001 af Japans daværende premierminister Junichiro Koizumi med det formål at forbedre sikkerheden for søfarten og mindske risikoen for pirateri og sørøveri gennem etablering af et internationalt regionalt samarbejde mellem 16 lande i regionen, nemlig de 10 ASEAN-lande (Brunei, Cambodia, Filippinerne, Indonesien, Laos, Malaysia, Myanmar, Singapore, Thailand og Vietnam) samt Bangladesh, Indien, Japan, Kina, Sri Lanka og Sydkorea. 
Efter tre års forhandlinger blev ReCAAP-aftalen forhandlet på plads i slutningen af 2004, hvorefter den trådte i kraft den 4. september 2006. 14 af de 16 lande ratificerede aftalen, mens Indonesien og Malaysia endnu ikke fuldt ud har tiltrådt aftalen, men de har dog erklæret sig villige til at ingå i det informationsmæssige samarbejde, der er grundlagt gennem etablering af ReCAAP Information Sharing Centre (ISC).